# Georges Pellissier
Pour les articles homonymes, voir Pellissier.
Georges Pellissier, né le 7 février 1852 à Monflanquin (Lot-et-Garonne) et mort en 1918 à Montauban, est un écrivain français, spécialiste de littérature française.

## Biographie
Il fut docteur de lettres et professeur de rhétorique au lycée Janson-de-Sailly. Il a notamment écrit un traité historique de versification française.

## Œuvres
- De sexti decimi saeculi in Francia artibus poeticis, 1882[2].
- Traité théorique et historique de versification française, 1882, Garnier frères[1].
- La Vie et les œuvres de Du Bartas, thèse présentée à la Faculté des lettres de Paris, 1882, Hachette[3].
- Les Écrivains politiques en France avant la Révolution, 1883, E. Weill et G. Maurice.
- L'art poétique de Vauquelin de la Fresnaye, 1885, Garnier[4].
- Le mouvement littéraire au XIXe siècle, 1889; 1895 (4e éd.); 1908, Hachette, prix Marcelin Guérin de l’Académie française en 1890.
- Lectures choisies de Chateaubriand, avec notice et commentaire, 1892, C.Delagrave.
- Essais de littérature contemporaine, 1893, Lecène, Oudin et Cie Éditeurs.
- Nouveaux essais de littérature contemporaine, 1895, Lecène, Oudin et Cie Éditeurs.
- L'éclairage à l'acétylène, G. Carré & C. Naud (Paris), 1897, Texte en ligne disponible sur LillOnum
- Anthologie des prosateurs français contemporains. tome 1 : les romanciers 1850 à nos jours, 1900.
- Le mouvement littéraire contemporain, 1901, Hachette.
- Précis de l'histoire de la littérature française, 1902, C. Delagrave.
- Études de littérature et de morale contemporaines, 1905, E. Cornély.
- Voltaire philosophe, 1908[5].
- Le Réalisme du Romantisme, 1912.
- Shakespeare et la superstition shakespearienne, 1914, Hachette.
- Anthologie des prosateurs français contemporains - tome 2 - historiens et mémorialistes - écrivains et orateurs politiques, journalistes - écrivains scientifiques (1850 à nos jours), 1919, Librairie Delagrave.